# Mr Mosquito
Mr Mosquito, även känt som Mr Moskeeto och i Japan som 蚊 (Ka), är ett spel till Playstation 2 som handlar om en mygga, utvecklat av Zoom. Det släpptes i Europa den 28 mars 2002. Spelet går ut på att suga blod från den japanska familjen Yamada, som består av fadern Kenichi, modern Kaneya och dottern Rena. Spelet utspelar sig över 12 banor som spelas igenom i ordning. 

## Reckless Cyclist
Reckless Cyclist är ett minispel som kan öppnas genom att snurra den högra analoga spaken 30 gånger åt höger.
Det utspelar sig uppe på en gigantisk stenpelare och är ett sumoaktigt spel. Man styr en man på en cykel som ska knuffa ner en annan man på cykel, från stenpelaren.

## Övrig fakta
Man spelar som en mygg-hanne, men i verkligheten så suger inte hannarna blod, utan bara honorna.

## Mottagande
Game Informer har nämnt spelet som ett av de tio konstigaste tv-spelen genom tiderna.  Spelet hamnade även på X-Plays lista över konstiga spel (X-Play är ett tv-program om tv-spel).
2003 släpptes i Japan en uppföljare, Ka 2: Let's Go To Hawaii. Uppföljaren bygger på samma idé som föregångaren, fast med nya spelmöjligheter.